# Margarete Steiff (telefilme)
Margarete Steiff (título no Brasil Margarete Steiff - Uma História de Coragem) é um telefilme alemão de 2005 dirigido por Xaver Schwarzenberger e estrelado por Heike Makatsch no papel de Margarete Steiff. O filme foi transmitido pela rede ARD, em 27 de dezembro de 2005, atingindo 6,84 milhões de telespectadores. Por seu papel, Makatsch recebeu um Prêmio Bambi de melhor atriz nacional e uma nomeação ao Emmy Internacional de melhor atriz.

## Elenco
- Heike Makatsch ...	Margarete Steiff
- Felix Eitner ... Fritz Steiff
- Hary Prinz	... Julius
- Donald Arthur ... Amerikaner Hollow
- Corinna Beilharz ... Sieglinde, costureira
- Sigrid Burkholder ... Anna
- Niklas Ehrensperger ... Fritz (jovem)
- Gerhard Ernst ... Grosshändler Messe
- Hubertus Gertzen ... Bankdirektor
- Ferdinand Grözinger ... fornecedor
- Elke Hagen ... senhora Modern
- Bernadette Heerwagen ... Charlotte
- Michelle Ilibasic ... Charlotte (jovem)
- Jan Jericho ... Hans
- Frieder Klein ... Hans (jovem)